# Nora Miao
Nora Miao, (Hong Kong,8 de fevereiro de 1952) é uma atriz chinesa atuante na indústria de cinema de Hong Kong desde o início dos anos 1970, tendo atuado em vários filmes (em especial de filmes de kung fu) ao lado de atores lendários como Bruce Lee e Jackie Chan. Ela foi a primeira atriz a receber um contrato de exclusividade com a produtora Golden Harvest, filmando tanto em Hong Kong como em Taiwan, recebendo assim, status de estrela da companhia.
Em 1981 formou uma produtora com seu irmão, Ricky Chan. No final dos anos 1980 ela afastou-se das atuações e durante os anos 1990 apresentou um programa pelo canal CFMT de Toronto. Ela voltou a atuar em Hong Kong no ano de 2008 e atualmente vive em Toronto e apresenta um programa de rádio chamado "Coffee Talk", pela CCBC Radio.

## Filmografia
- The Invincible Eight (天龍八將) (1971) - Chiang Yin
- The Blade Spares None (刀不留人) (1971) - Ho Li Chun
- The Comet Strikes (鬼流星) (1971)
- The Big Boss (唐山大兄) (1971) - ice drinks hawker
- Story of Daisy (心蘭的故事) (1972)
- Way of the Dragon (猛龍過江) (1972) - Cheng Ching Hua
- Fist of Fury (精武門) (1972) - Yuan Li Er
- The Hurricane (金旋風) (1972) - Ms Ting
- Tokyo-Seoul-Bangkok Drug Triangle　(1973) - Parinda
- The Devil's Treasure (黑夜怪客) (1973) - Yen Yen
- Naughty! Naughty! (綽頭狀元) (1974) - Hsiao Yen
- The Skyhawk (黃飛鴻少林拳) (1974) - Hsiang Lan
- Money Is Everything (醒目雙星香港淘金記) (1975)
- The Obsessed (靈魔) (1975)
- The Changing Clouds (彩雲片片) (1975)
- Bruce's Deadly Fingers (龍門秘指) (1976) - Mina Lo
- New Fist of Fury (新精武門) (1976) - Mao Li Er / Miss Lee
- To Kill a Jaguar (絕不低頭) (1977) - Bobo Kam
- Clans of Intrigue (楚留香) (1977) - Kung Nan Yen
- Men of the Hour (風雲人物) (1977)
- The Kung Fu Kid (鐵拳小子) (1977)
- Snake and Crane Arts of Shaolin (蛇鶴八步) (1978) - Tang Ping-Er
- Showdown at the Equator (過江龍獨闖虎穴) (1978)
- The Dream Sword (夢中劍) (1979) - Tzu Yi Chun
- The Handcuff (手扣) (1979)
- Dragon Fist (龍拳) (1979) - Zhuang Meng Lan
- Mask of Vengeance (風流殘劍血無痕) (1980)
- Sakyamuni Buddha (釋迦牟尼) (1980)
- The Last Duel (英雄對英雄) (1981) - Shao Ye
- The Flower, the Killer (玉劍飄香) (1981)
- Beauty Escort (護花鈐) (1981) - Cold Blooded Mistress, Mei Win Shu
- My Blade, My Life (決鬥者的生命) (1982) - Zither Player
- Toronto Banana Gal (多倫多竹昇妹) (1990)
- How to Meet the Lucky Stars (運財五福星) (1996)
- Run Papa Run (一個好爸爸) (2008) - Auntie Ying
- Merry-Go-Round (東風破) (2010) - Eva
- Vulgaria (低俗喜劇) (2012) - Miss Cheung